# Oye-et-Pallet
Oye-et-Pallet is een gemeente in het Franse departement Doubs (regio Bourgogne-Franche-Comté) en telt 579 inwoners (1999). De plaats maakt deel uit van het arrondissement Pontarlier.

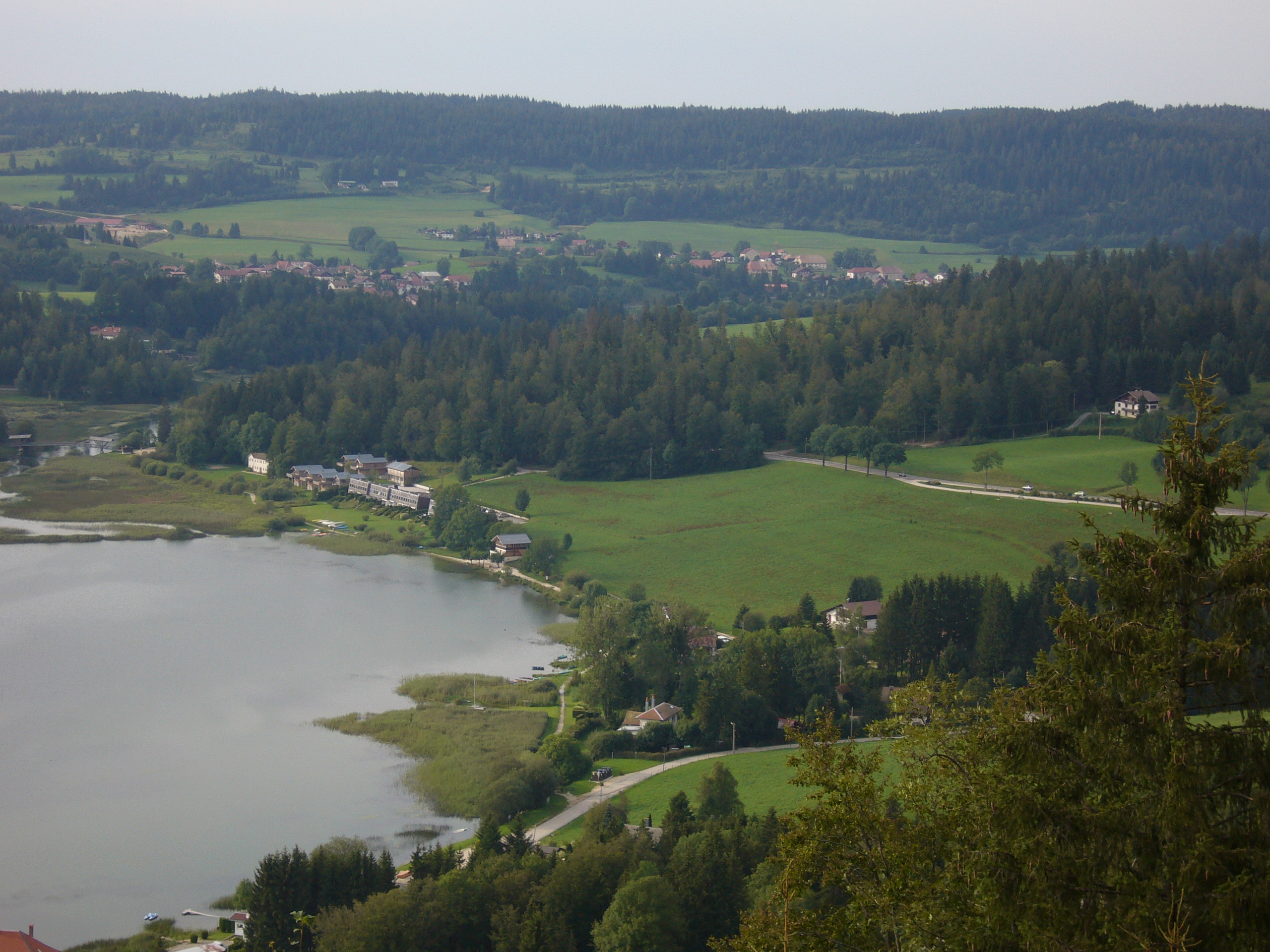
Oye-et-Pallet
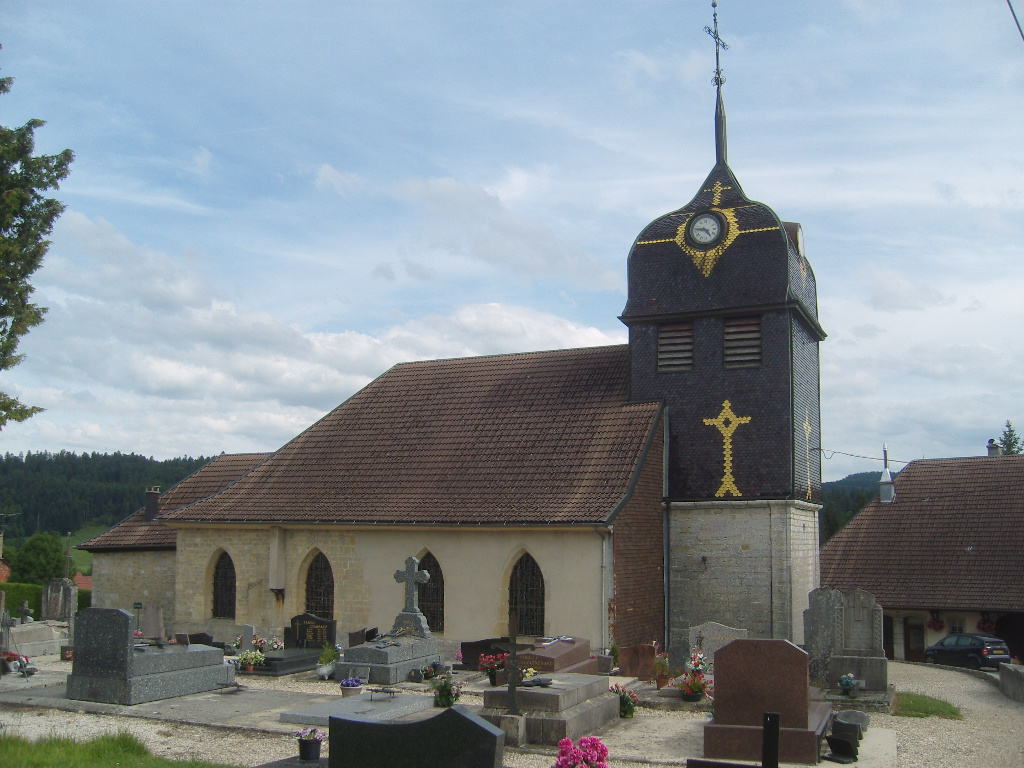
Parochiekerk van Oye-et-Pallet
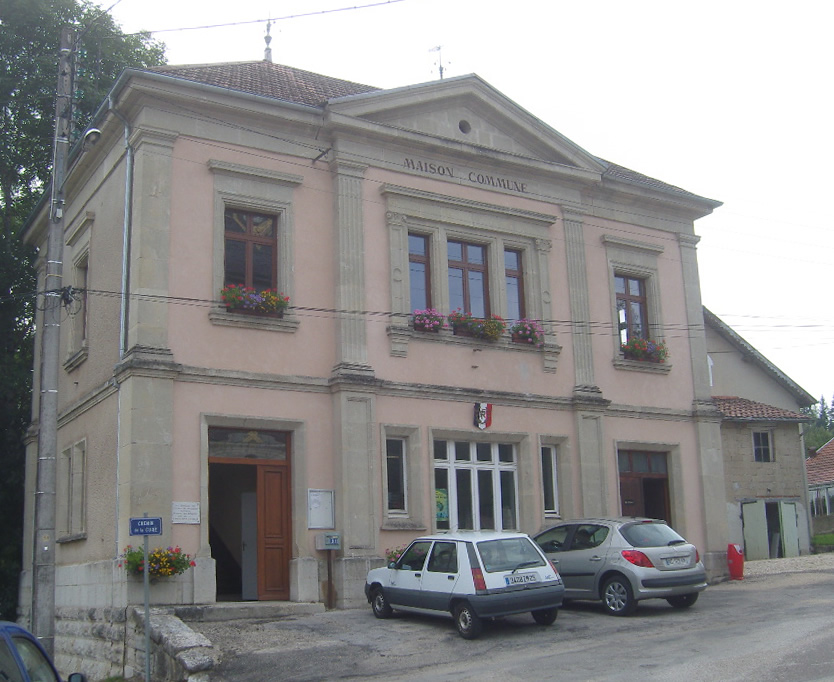
Gemeentehuis

## Geografie
De oppervlakte van Oye-et-Pallet bedraagt 10,4 km², de bevolkingsdichtheid is 55,7 inwoners per km².

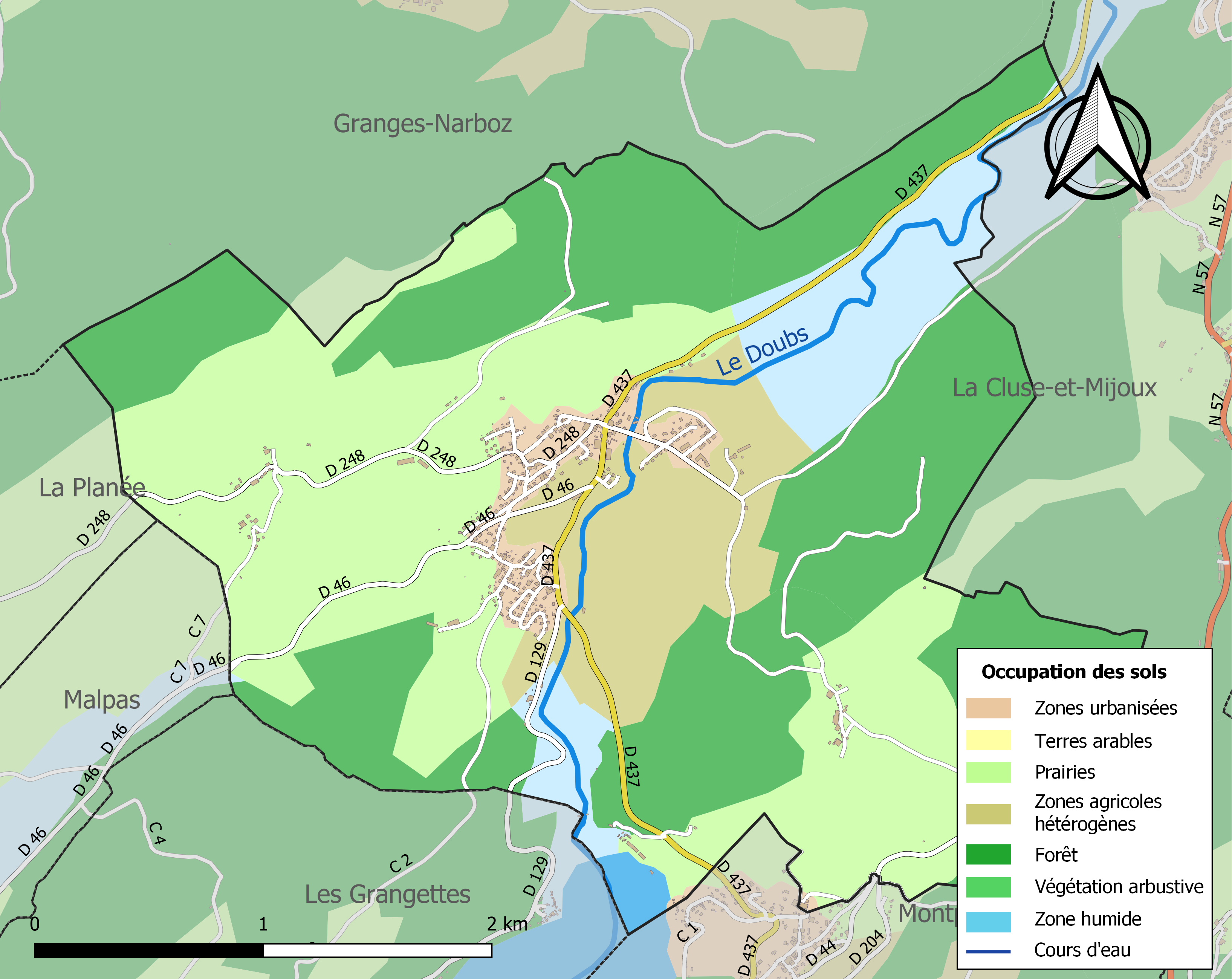
Kaart van de gemeente met de belangrijkste infrastructuur, bodemgebruik en omliggende gemeenten

## Demografie
Onderstaande figuur toont het verloop van het inwonertal (bron: INSEE-tellingen).